# Larry Cain
Larry Cain (Toronto, 9 gennaio 1963) è un ex canoista canadese.
Ha vinto una medaglia d'oro nel C1 500 m e una d'argento nel C1 1000 m alle olimpiadi di Los Angeles 1984.

## Palmarès
- Olimpiadi
  - Los Angeles 1984: oro nel C1 500 m e argento nel C1 1000 m.

- Mondiali
  - 1989: argento nel C1 1000 m.